# Lisette Stindt
Pour les articles homonymes, voir Stindt.
Lisette Stindt est une ancienne joueuse néerlandaise de volley-ball née le 4 octobre 1992 à Apeldoorn. Elle mesure 1,79 m et jouait au poste de passeuse. Elle a mis un terme à sa carrière de volleyeuse professionnelle en 2016.

## Clubs
| Club                | De        | À         |
| ------------------- | --------- | --------- |
| SV Dynamo Apeldoorn | 2008-2009 | 2011-2012 |
| VV Alterno          | 2012-2013 | 2015-2016 |

## Palmarès
- Coupe des Pays-Bas
  - Vainqueur : 2013.
- Supercoupe des Pays-Bas
  - Finaliste : 2013, 2014.
- Championnat des Pays-Bas
  - Vainqueur : 2014.